# Uruñuela
Uruñuela ist ein Ort und eine nordspanische Gemeinde (municipio) mit 990 Einwohnern (Stand: 2024) im Zentrum der Autonomen Gemeinschaft La Rioja. Die Gemeinde gehört zum Weinbaugebiet der Rioja Alta. Zur Gemeinde gehört auch das wüste Gut Somalo. 

## Lage und Klima
Uruñuela liegt unweit des Unterlaufs des Río Najerilla, der die westliche Gemeindegrenze bildet, in ca. 500 m Höhe. Regen (ca. 733 mm/Jahr) fällt – mit Ausnahme der Sommermonate – übers Jahr verteilt.

## Bevölkerungsentwicklung
| Jahr      | 1970 | 1981 | 1991 | 2001 | 2011 | 2021 |
| Einwohner | 855  | 752  | 723  | 750  | 952  | 975  |

Als Folge der Reblauskrise, der Mechanisierung der Landwirtschaft, der Aufgabe bäuerlicher Kleinbetriebe und des daraus resultierenden geringeren Arbeitskräftebedarfs ist die Einwohnerzahl des Orts seit der Mitte des 20. Jahrhunderts stetig gesunken.

## Sehenswürdigkeiten

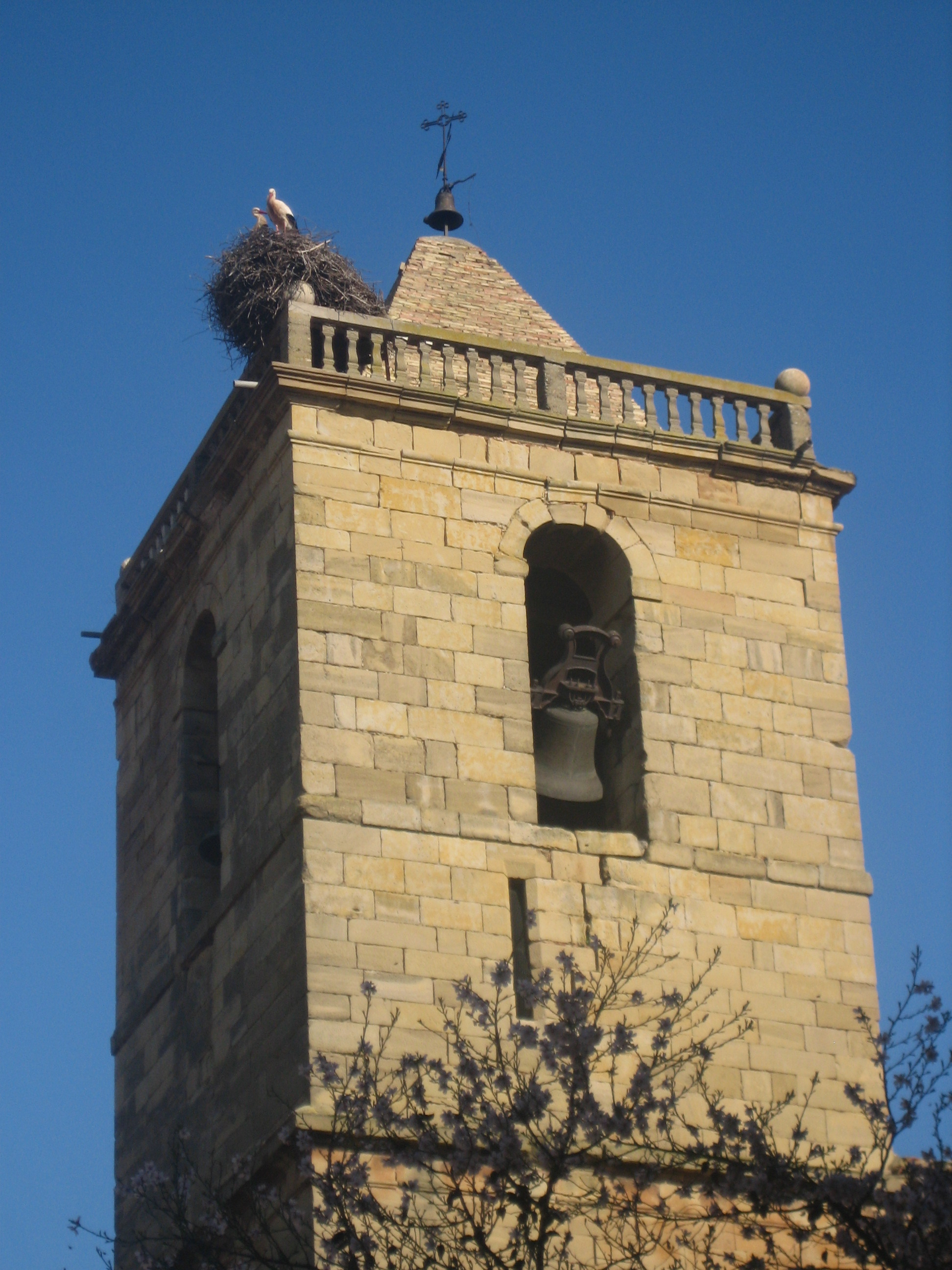
Servandus-und-Germanus-Kirche
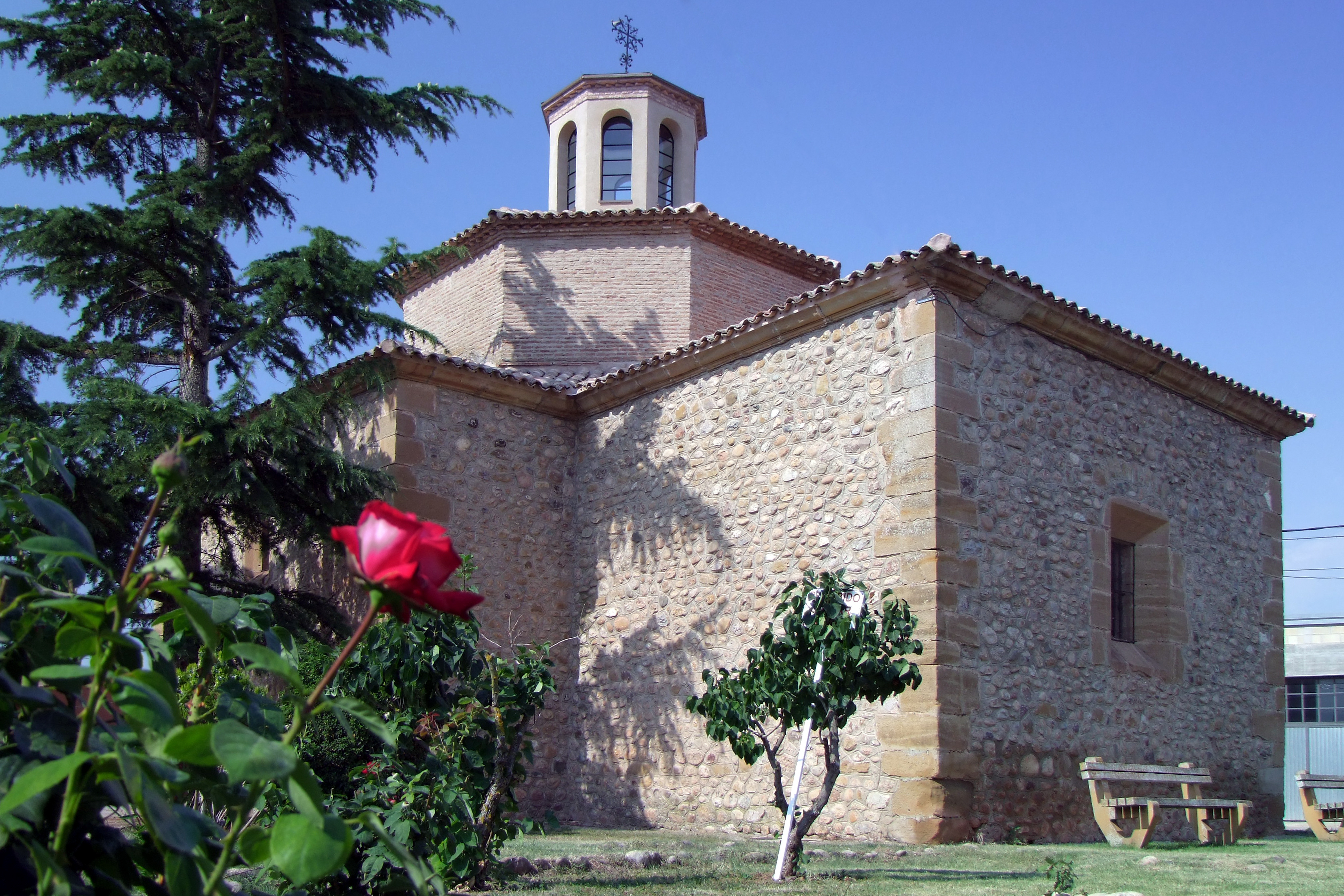
Marienkapelle

- Servandus-und-Germanus-Kirche
- Marienkapelle

## Persönlichkeiten
- Julia Sáez-Angulo (* 1946), Schriftstellerin